# 呉走韓
呉走韓（オ・ジュハン 오주한、出生名:ウィルソン・ロヤナエ・エルペ (Wilson Loyanae Erupe) 1988年11月20日 - ）は、ケニア出身で韓国に特別帰化した長距離走選手。韓国名の苗字はコーチのオ・チャンソク（오창석、2021年5月死去）から、名前は「韓国のために走る」を意味する。2018年9月に韓国に特別帰化をして韓国国籍を取得した。芸術文化枠の特別帰化のためケニア国籍を離脱しているかは不明。

## 活動歴
ケニアのトゥルカナ出身で、2010年から長距離走大会に参加し始めた。白石大学校スポーツ科学部のオ・チャンソク教授がケアヤのエルドレッドでエルペを発掘し特訓を行っていた。
2011年10月に自身初の外国大会の参加として慶州国際マラソンで2時間9分23秒で1位を記録し、翌年の同大会でも2時間6分46秒で1位を記録したが、2012年12月にドーピング検査でエリスロポエチンが検出されため2013年2月から2年間の大会参加停止処分を受けた。大韓陸上競技連盟は韓国のマラソン界の競争力強化と五輪メダル獲得のため、大韓体育会に特別帰化の申請許可を2012年から求めていたが、2016年の審査ではドーピング陽性のため保留となった。
復帰後の2015年3月15日のソウル国際マラソンで1位、2016年3月20日のソウル国際マラソンでは2時間5分13秒で自己最高記録を出した。
2020年東京オリンピックでは男子フルマラソンに出場したが、開始地点から13キロ経過後に左太ももが痛みだして一度立ち止まり15キロ時点を通過する前に途中棄権した。

## 参加歴
- モンバサマラソン（2011年）1位
- 慶州国際マラソン（2011年）1位
- ソウル国際マラソン（2012年）1位
- リオデジャネイロ ハーフマラソン（2012年） 1位
- ヒューストン ハーフマラソン（2013年）3位
- ソウル国際マラソン（2015年） 1位
- ソウル国際マラソン（2016年） 1位
- ソウル国際マラソン（2017年） 5位
- ソウル国際マラソン（2018年） 1位
- 慶州国際マラソン （2019年） 2位